# Renée Zellweger

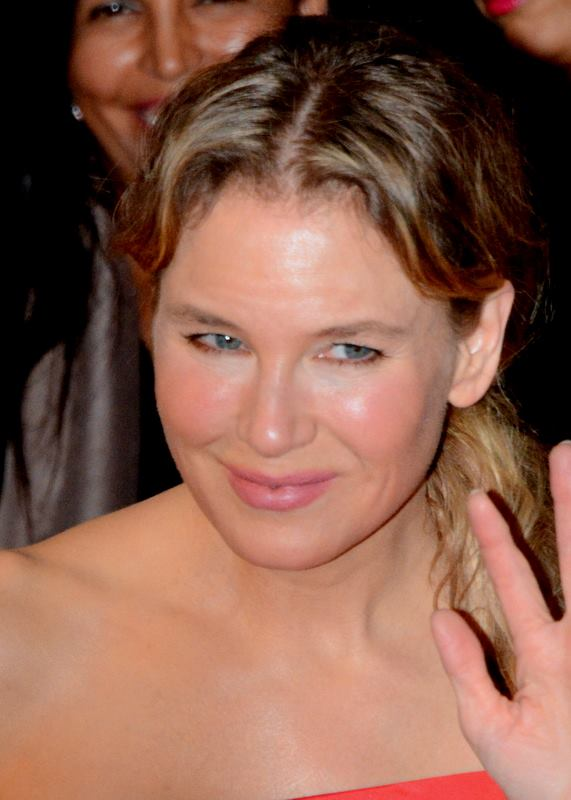
Renée Zellweger (2016)

Renée Kathleen Zellweger [ɹəˈneɪ ˈzɛlwɛɡɚ] (* 25. April 1969 in Baytown, Texas) ist eine US-amerikanische Schauspielerin und zweifache Oscar-Preisträgerin.

## Leben
Ihr Vater Emil Erich Zellweger, der aus Au im Schweizer Kanton St. Gallen stammt, ist Ingenieur. Ihre Mutter Kjellfrid Irene Andreassen, die aus einem Dorf in der Nähe von Kirkenes in Norwegen stammt und der Volksgruppe der Samen angehört, ist Hebamme und Krankenpflegerin.
Zellweger wurde 1969 in Baytown geboren und wuchs mit einem älteren Bruder in Katy auf, einer Vorstadt von Houston. Zu ihren Aktivitäten an der High School gehörten Cheerleading, Gymnastik und Schauspiel. Sie studierte Englische Literatur in Austin und belegte das Fach Schauspiel zunächst nur wegen eines für ihren Abschluss benötigten Nachweises. Nach dem College-Abschluss zog sie nach Los Angeles, um es dort mit einer Schauspielkarriere zu versuchen.
Am 9. Mai 2005 heiratete Renée Zellweger auf St. John den Country-Sänger Kenny Chesney. Am 15. September 2005 beantragte sie die Annullierung der Ehe, die im Dezember desselben Jahres rechtskräftig wurde. Ab Herbst 2009 war sie mit dem Schauspieler Bradley Cooper liiert; im März 2011 gaben beide ihre Trennung bekannt. Von 2012 bis 2019 lebte Zellweger in einer Beziehung mit dem Musiker Doyle Bramhall II.

## Werdegang

### Karrierebeginn und Erfolg mitJerry Maguire
Während ihrer Zeit in Texas spielte Zellweger bereits Rollen in diversen Filmen, unter anderem in Eine mörderische Freundschaft (1992), gefolgt von einer Rolle in der ABC-Miniserie Murder in the Heartland (1993). Im folgenden Jahr war sie in Reality Bites – Voll das Leben (1994), dem Regiedebüt von Ben Stiller, zu sehen sowie in dem autobiografischen Film 8 Seconds von John G. Avildsen.
Zellweger hatte ihre erste Hauptrolle 1994 als Jenny in dem Horrorfilm Texas Chainsaw Massacre – Die Rückkehr an der Seite von Matthew McConaughey. Es folgte eine Rolle in der Independentproduktion Love and a .45, der ihr eine Nominierung für den Independent Spirit Award einbrachte. Danach spielte sie in Das Empire Team (1995) und Liebe auf dem Prüfstand (1996), der mit Erfolg auf dem Sundance Film Festival lief und Zellweger beim Filmfestival in Mar Del Plata den Preis für die beste Schauspielerin einbrachte. 1996 wurde sie durch ihre Rolle als Freundin von Tom Cruise in Jerry Maguire – Spiel des Lebens international bekannt. Zellweger war anschließend in Familiensache (1998) neben William Hurt und Meryl Streep zu sehen sowie in Neil LaButes schwarzer Komödie Nurse Betty (2000) mit Chris Rock und Morgan Freeman, der ihr den ersten Golden Globe einbrachte, und in Ich, beide & sie (2000), von den Farrelly-Brüdern inszeniert und mit Jim Carrey in der Hauptrolle.

### Durchbruch alsBridget Jonesund Oscargewinn

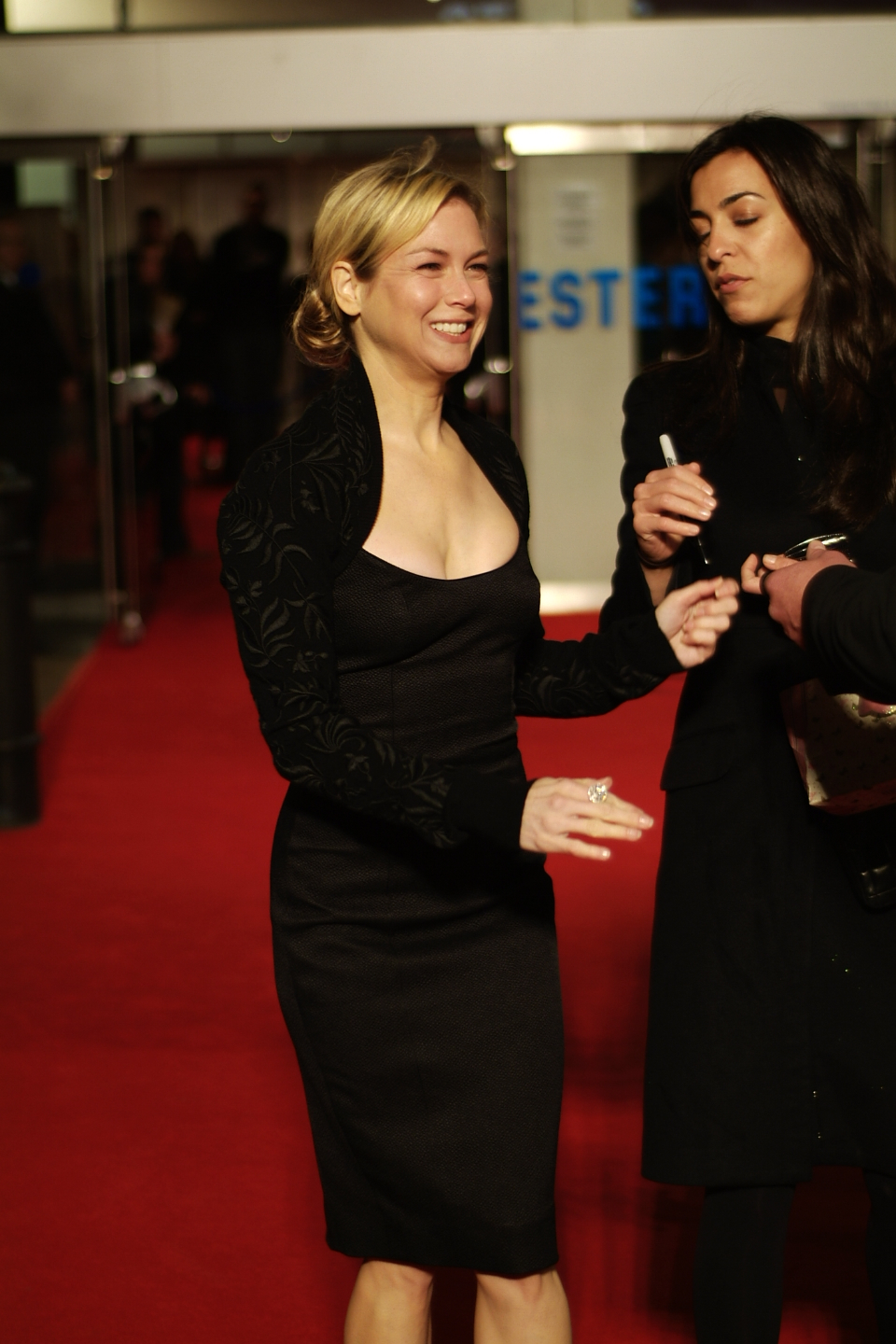
Renée Zellweger bei der Premiere ihres Films Miss Potter, 2006

Im Jahr 2001 wurde Zellwegers Leistung als Titelheldin in dem Film Bridget Jones – Schokolade zum Frühstück mit Begeisterung aufgenommen. Als Partnerin von Colin Firth und Hugh Grant spielte sie eine Britin, die neu anfangen und den Mann fürs Leben finden will – dabei notiert sie ihre ausgefallenen Erlebnisse und Gedanken in einem Tagebuch. Die Rolle brachte ihr Nominierungen für einen Oscar, den British Academy Film Award, den Golden Globe Award, den Preis des britischen Filmblatts Empire, den MTV Movie Award und den Preis der Screen Actors Guild ein sowie den Durchbruch als Schauspielerin. 2002 übernahm sie neben Alison Lohman, Michelle Pfeiffer und Robin Wright Penn eine Hauptrolle in Weißer Oleander. In der Verfilmung des Bestsellers von Janet Fitch geht es um die Odyssee einer Jugendlichen durch Pflegeheime und -familien, nachdem ihre Mutter ins Gefängnis gekommen ist.
In Rob Marshalls 13-fach Oscar-nominiertem Musicalfilm Chicago (2002) spielte sie eine Hauptrolle an der Seite von Catherine Zeta-Jones und Richard Gere. Der Film entführt den Zuschauer in das Chicago der 1920er Jahre. Zellweger spielt Roxie Hart, die für Ruhm und Rampenlicht alles tun würde und auch vor Skandalen und Lügen nicht zurückschreckt. Sie gewann den Golden Globe als beste Darstellerin in der Kategorie Musical/Komödie, außerdem die beiden Preise der Screen Actors Guild (Gewerkschaft der Filmschauspieler) als beste Hauptdarstellerin und als Mitglied des besten Kinofilmensembles. Darüber hinaus erhielt sie Nominierungen für den Oscar, den British Academy Film Award und den Golden Satellite Award. Der Film selbst erhielt sechs Oscars, unter anderem in der Kategorie Bester Film des Jahres.
Für den Film Unterwegs nach Cold Mountain erhielt sie 2004 den Oscar in der Kategorie Beste Nebendarstellerin. Der Film handelt von einem Soldaten der Konföderierten, der während des Sezessionskriegs desertiert und sich auf den Heimweg macht. Zellweger spielt die Herumtreiberin Ruby, welche der von dem Deserteur geliebten Frau hilft, ihre Farm ohne männliche Unterstützung zu bewirtschaften.
Ebenfalls im Jahr 2004 schlüpfte sie wieder in ihre Paraderolle als Bridget Jones in der Fortsetzung Bridget Jones – Am Rande des Wahnsinns. 2005 spielte sie an der Seite von Russell Crowe die Hauptrolle in dem Drama Das Comeback – Für eine zweite Chance ist es nie zu spät. Am 24. Mai 2005 bekam Zellweger einen Stern auf dem Hollywood Walk of Fame. 2007 erhielt sie für ihre Rolle in Miss Potter ihre sechste Golden-Globe-Nominierung; sie wurde zudem mit einer Gage von geschätzten 10 bis 15 Millionen US-Dollar pro Film auf Platz fünf der bestbezahlten Hollywood-Schauspielerinnen eingestuft.

### Nachlassender Erfolg und Rückzug

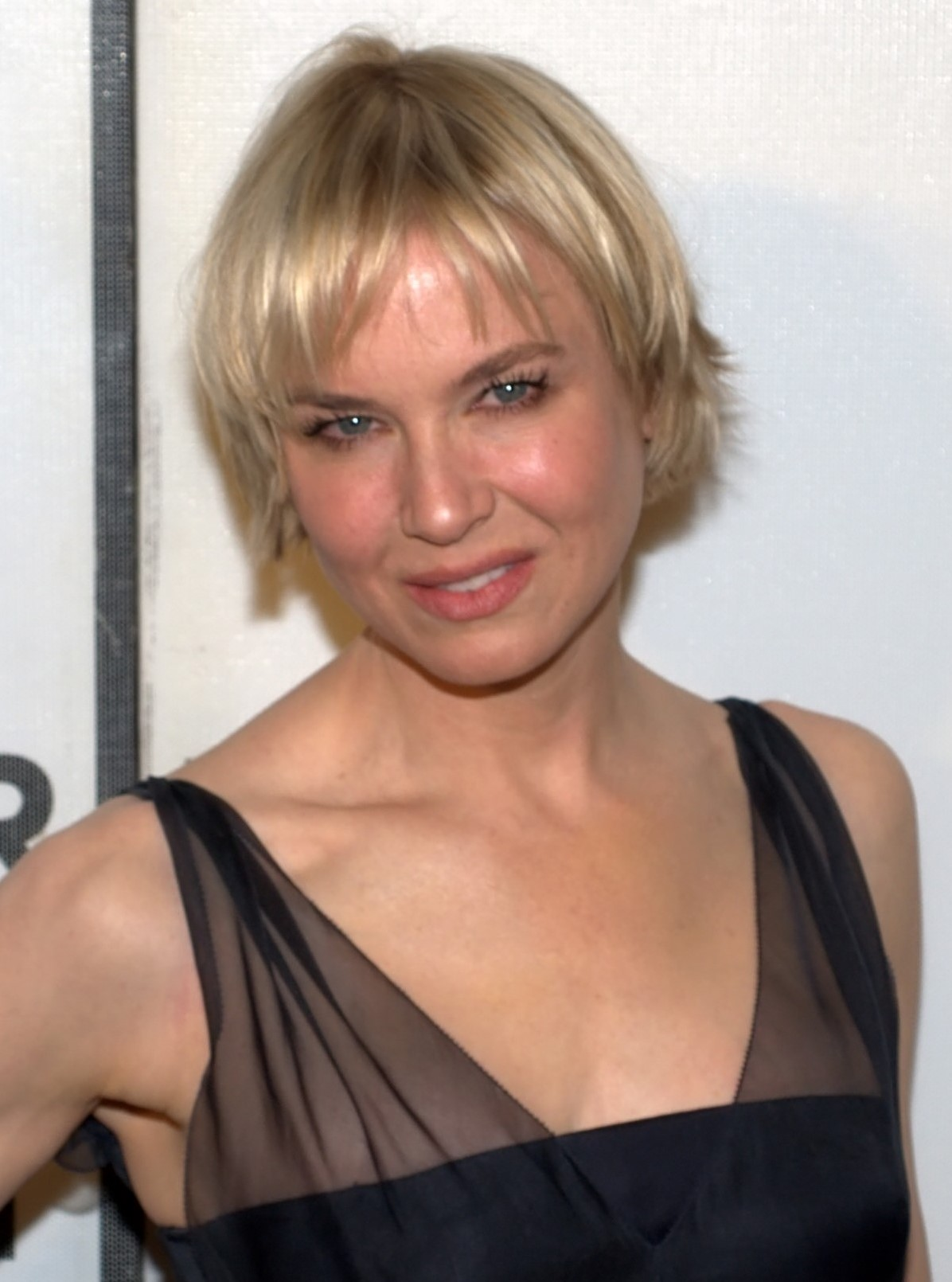
Renée Zellweger auf dem Tribeca Film Festival 2010

Sie spielte 2008 neben George Clooney in dem Drama Ein verlockendes Spiel und neben Viggo Mortensen in dem Westernfilm Appaloosa. 2009 war sie in Hauptrollen in den Filmen My One and Only, New in Town und Fall 39 zu sehen, konnte jedoch mit keinem der Filme an frühere Erfolge anknüpfen. Im Jahr 2010 war Zellweger Mitglied der Wettbewerbsjury der 60. Berlinale. Aufgrund von Depressionen zog sie sich ab 2010 für sechs Jahre aus dem Filmgeschäft zurück und stand erstmals für den Thriller Lügenspiel – The Whole Truth (2016) an der Seite von Keanu Reeves wieder vor der Kamera und spielte die weibliche Hauptrolle in der Romanverfilmung Genauso anders wie ich, die 2017 in die Kinos kam, allerdings von Kritik und Publikum weitestgehend unbeachtet blieb.

### Comeback
2016 übernahm sie, zwölf Jahre nach dem letzten Teil, erneut die Titelrolle in der Komödie Bridget Jones’ Baby, die an den Erfolg der vorangegangenen Filme anknüpfen konnte. 2018 trat sie in einer Nebenrolle an der Seite von Sarah Jessica Parker in dem Drama Im Hier und Jetzt – Der beste Tag meines Lebens auf, und 2019 spielte sie ihre erste Serienhauptrolle als Anne Montgomery in der Netflix-Serie What/If. Beide Projekte erhielten gemischte Kritiken, Zellwegers schauspielerische Leistung wurde jedoch positiv bewertet.
2019 spielte Zellweger die Schauspielerin und Sängerin Judy Garland in der Filmbiografie Judy von Rupert Goold. Der Film und insbesondere Zellwegers Darbietung wurden positiv bewertet und als Comeback bezeichnet. Für ihre Leistung wurde Zellweger 2020 mit dem Oscar, Golden Globe, BAFTA Award, SAG-Award, Critics’ Choice Award und Independent Spirit Award mit allen wichtigsten Filmpreisen als beste Hauptdarstellerin ausgezeichnet. 2022 verkörperte sie die Mörderin Pam Hupp in der Miniserie The Thing About Pam. Für diese Rolle musste sie Gesichts- und Körperprothesen tragen.

## Filmografie
- 1992: Eine mörderische Freundschaft (A Taste for Killing, Fernsehfilm)
- 1993: Confusion – Sommer der Ausgeflippten (Dazed and Confused)
- 1993: Murder in the Heartland (Fernseh-Miniserie)
- 1994: Texas Chainsaw Massacre – Die Rückkehr (Texas Chainsaw Massacre: Next Generation)
- 1994: Glory Days (Shake, Rattle and Rock, Fernsehfilm)
- 1994: Love and a .45
- 1994: 8 Seconds – Tödlicher Ehrgeiz (8 Seconds)
- 1994: Reality Bites – Voll das Leben (Reality Bites)
- 1995: The Low Life
- 1995: Das Empire Team (Empire Records)
- 1996: Liebe auf dem Prüfstand (Alternativ: Alle Liebe dieser Welt) (The Whole Wide World)
- 1996: Jerry Maguire – Spiel des Lebens (Jerry Maguire)
- 1997: Scharfe Täuschung (Deceiver)
- 1997: Teurer als Rubine (A Prize Above Rubies)
- 1998: Familiensache (One True Thing)
- 1999: Der Junggeselle (The Bachelor)
- 2000: Nurse Betty
- 2000: Ich, beide & sie (Me, Myself and Irene)
- 2001: Bridget Jones – Schokolade zum Frühstück (Bridget Jones’s Diary)
- 2001: King of the Hill (Fernsehserie, Folge 5x13, Stimme)
- 2002: Weißer Oleander (White Oleander)
- 2002: Chicago
- 2003: Down with Love – Zum Teufel mit der Liebe! (Down with Love)
- 2003: Unterwegs nach Cold Mountain (Cold Mountain)
- 2004: Bridget Jones – Am Rande des Wahnsinns (Bridget Jones: The Edge of Reason)
- 2004: Große Haie – Kleine Fische (Shark Tale, Stimme von Angie)
- 2005: Das Comeback (Cinderella Man)
- 2006: Miss Potter
- 2007: Bee Movie – Das Honigkomplott (Bee Movie, Stimme von Vanessa Bloome)
- 2008: Ein verlockendes Spiel (Leatherheads)
- 2008: Appaloosa
- 2009: My One and Only
- 2009: New in Town
- 2009: Monsters vs. Aliens (Stimme von Katie)
- 2009: Fall 39 (Case 39)
- 2010: My Own Love Song
- 2016: The Whole Truth – Lügenspiel (The Whole Truth)
- 2016: Bridget Jones’ Baby (Bridget Jones’s Baby)
- 2017: Genauso anders wie ich (Same Kind of Different as Me)
- 2018: Im Hier und Jetzt – Der beste Tag meines Lebens (Here and Now)
- 2019: What/If (Fernsehserie)
- 2019: Judy
- 2022: The Thing About Pam (Mini-Serie)
- 2025: Bridget Jones – Verrückt nach ihm (Bridget Jones: Mad About the Boy)

## Hörbücher
- 2006: Beatrix Potter: Favourite Beatrix Potter Tales (unter anderem gemeinsam mit Emily Watson und Ewan McGregor), Warne Verlag, ISBN 978-0-7232-5885-8.

## Auszeichnungen (Auswahl)

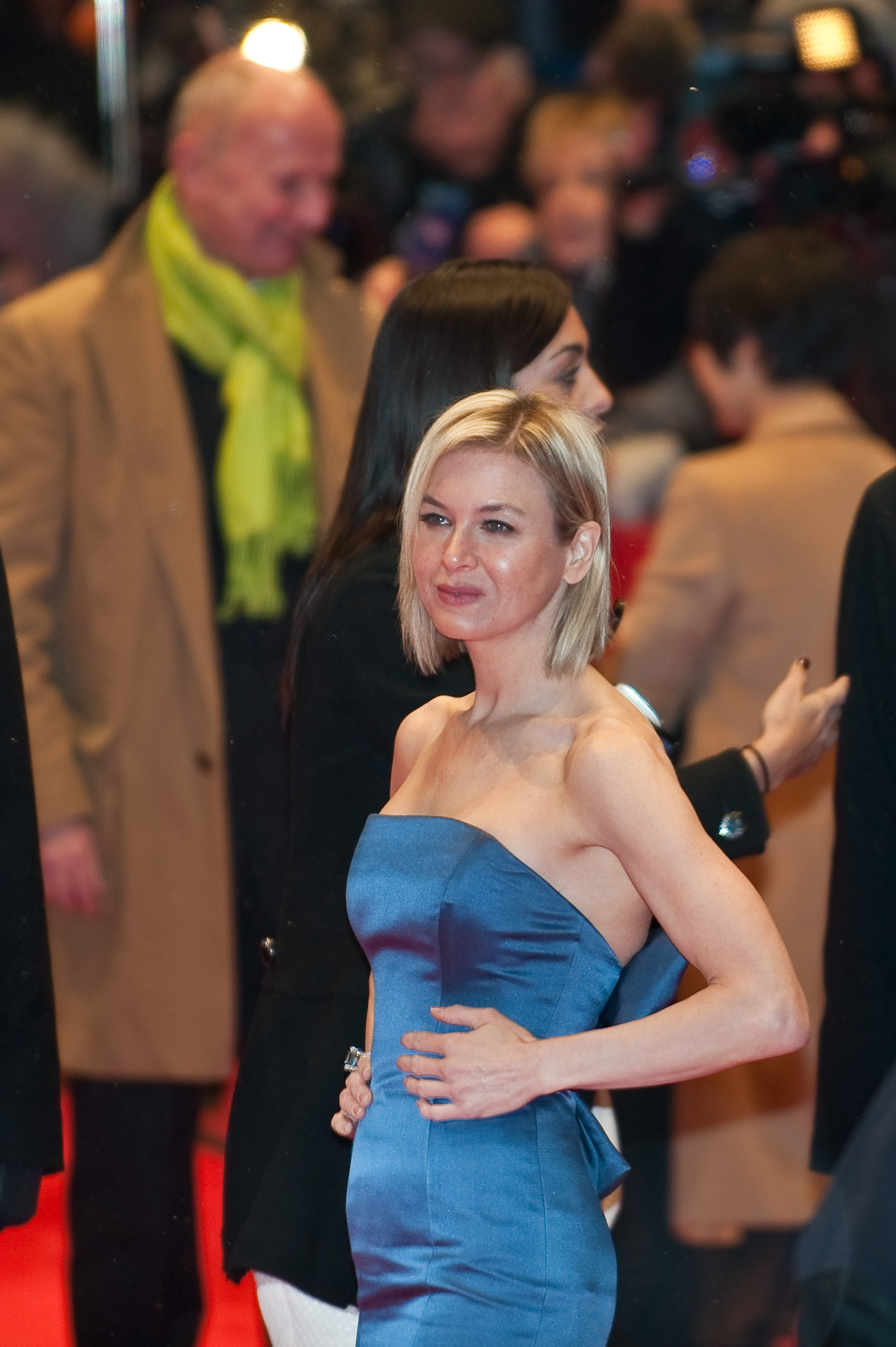
Renée Zellweger auf der Berlinale 2010

### Oscar
- 2004: Beste Nebendarstellerin in Unterwegs nach Cold Mountain
- 2020: Beste Hauptdarstellerin in Judy

Nominierungen:
- 2002: Beste Hauptdarstellerin in Bridget Jones – Schokolade zum Frühstück
- 2003: Beste Hauptdarstellerin in Chicago

### Golden Globe Award
- 2001: Beste Hauptdarstellerin Komödie/Musical in Nurse Betty
- 2003: Beste Hauptdarstellerin Komödie/Musical in Chicago
- 2004: Beste Nebendarstellerin in Unterwegs nach Cold Mountain
- 2020: Beste Hauptdarstellerin – Drama in Judy

Nominierungen:
- 2002: Beste Hauptdarstellerin Komödie/Musical in Bridget Jones – Schokolade zum Frühstück
- 2005: Beste Hauptdarstellerin Komödie/Musical in Bridget Jones – Am Rande des Wahnsinns
- 2007: Beste Hauptdarstellerin Komödie/Musical in Miss Potter

### British Academy Film Award
- 2004: Beste Nebendarstellerin in Unterwegs nach Cold Mountain
- 2020: Beste Hauptdarstellerin in Judy

Nominierungen:
- 2002: Beste Hauptdarstellerin in Bridget Jones – Schokolade zum Frühstück
- 2003: Beste Hauptdarstellerin in Chicago

### Critics’ Choice Movie Award
- 1997: Bester „Breakthrough Artist“ in Jerry Maguire: Spiel des Lebens
- 2003: Bestes Schauspielensemble in Chicago
- 2004: Beste Nebendarstellerin in Unterwegs nach Cold Mountain
- 2020: Beste Hauptdarstellerin in Judy

Nominierungen:
- 2002: Beste Hauptdarstellerin in Bridget Jones – Schokolade zum Frühstück

### Independent Spirit Awards
- 2020: Beste Hauptdarstellerin in Judy[12]

Nominierungen:
- 1995: Bestes Leinwanddebüt in Love and a 45
- 1997: Beste Hauptdarstellerin in Liebe auf dem Prüfstand

### Satellite Award
- 2001: Beste Hauptdarstellerin Komödie/Musical in Nurse Betty

Nominierungen:
- 1997: Beste Nebendarstellerin Komödie/Musical in Jerry Maguire: Spiel des Lebens
- 2002: Beste Hauptdarstellerin Komödie/Musical in Bridget Jones – Schokolade zum Frühstück
- 2003: Beste Nebendarstellerin Drama in Weißer Oleander
- 2003: Beste Hauptdarstellerin Komödie/Musical in Chicago
- 2019: Beste Hauptdarstellerin Drama in Judy

### Screen Actors Guild Award
- 2003: Beste Hauptdarstellerin in Chicago
- 2003: Bestes Schauspielensemble in Chicago
- 2004: Beste Nebendarstellerin in Unterwegs nach Cold Mountain
- 2020: Beste Hauptdarstellerin in Judy

Nominierungen:
- 1997: Beste Nebendarstellerin in Jerry Maguire: Spiel des Lebens
- 2002: Beste Hauptdarstellerin in Bridget Jones – Schokolade zum Frühstück

### Weitere
- 1996: National Board of Review: Beste „Breakthrough Performance“ in Jerry Maguire: Spiel des Lebens
- 2004: Southeastern Film Critics Association: Beste Nebendarstellerin in Unterwegs nach Cold Mountain
- 2004: Dallas Fort Worth Film Critics Association: Beste Nebendarstellerin in Unterwegs nach Cold Mountain
- 2004: San Diego Film Critics Society: Beste Nebendarstellerin in Unterwegs nach Cold Mountain
- 2011: Goldene Kamera: Beste Schauspielerin International
- 2019: British Independent Film Award: Beste Hauptdarstellerin in Judy

Nominierungen:
- 2002: MTV Movie Award: Bester Filmkuss in Bridget Jones – Schokolade zum Frühstück
- 2007: Saturn Award: Beste Hauptdarstellerin in Miss Potter
- 2021: Grammy Award: Bestes Gesangsalbum – Traditioneller Pop (Best Traditional Pop Vocal Album) für Judy